# Brusimpiano
Brusimpiano – miejscowość i gmina we Włoszech, w regionie Lombardia, w prowincji Varese.
Według danych na rok 2004 gminę zamieszkiwały 1082 osoby, 216,4 os./km².

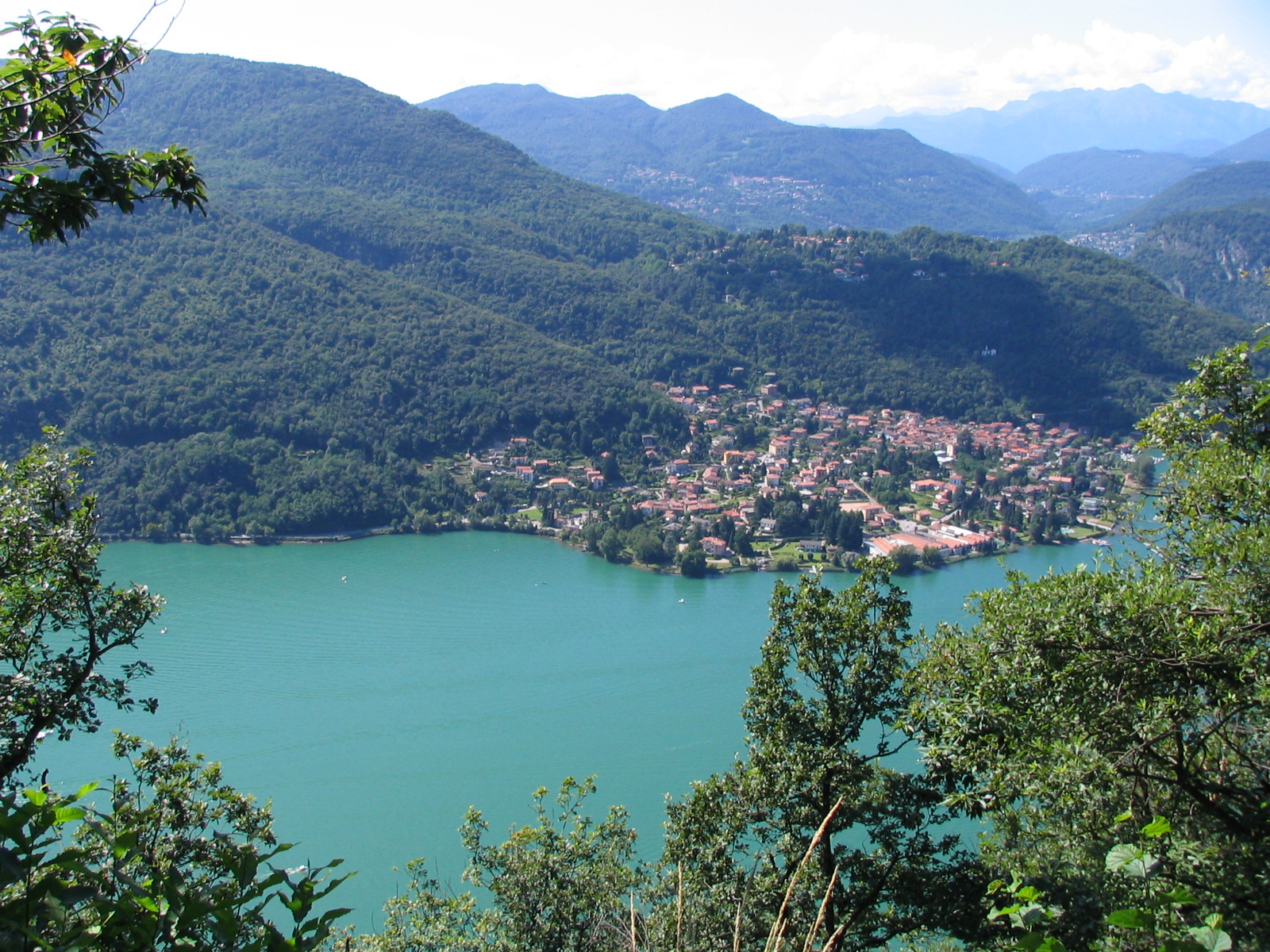
Brusimpiano